# Agrias vulcanus
Agrias vulcanus är en fjärilsart som beskrevs av Anton Heinrich Fassl 1924. Agrias vulcanus ingår i släktet Agrias och familjen praktfjärilar. Inga underarter finns listade i Catalogue of Life.